# Apperup
Apperup er en tidligere landsby i Hellebæk Sogn, Lynge-Kronborg Herred, Frederiksborg Amt, nu en bydel i Hellebæk, Helsingør Kommune.

## Etymologi
Forleddet menes at være et navn. Efterleddet -rup (-torp) viser, at der er tale om en udflytterbebyggelse.

## Historie
Apperup opstod som landsby formentlig i middelalderen.
I 1682 omfattede landsbyen 4 gårde. Det samlede dyrkede areal udgjorde 44,3 tønder land skyldsat til 13,55 tdr hartkorn. Driftsformen var trevangsbrug. Skønt Apperup ikke lå langt fra kysten, var ingen sysselsat ved fiskeri, ifølge jordebogen.
I 1906 anlagdes jernbanen mellem Helsingør og Hornbæk (i 1916 forlænget til Gilleleje) gennemskærende Apperups jorders nordligste del og med station anlagt umiddelbart op til denne. Udviklingen bevirkede udviklingen af en beskeden bebyggelse ved vejen fra Ålsgårde forbi stationen til Apperup, Apperupvej. I takt med, at Hellebæk-Ålsgårde byområde udviklede sig mod vest, blev også Apperups jorder inddraget i byudviklingen, og i tiden under Tikøb Kommune udvikledes en ny bydel, Ny Apperup, på den nordlige og østlige del af Apperups område, mens den vestlige del forblev ubebygget.
Efter sammenlægningen mellem Tikøb Kommune og Helsingør Købstadskommune i 1970 blev også de resterende dele af Apperups jorder inddraget i den fremadskridende byudvikling således, at det meste af jorden nu er bebygget med boliger, fortrinsvis enfamiliehuse. Desuden blev byområdet forsynet med nye offentlige tjenester, og der blev bygget et mindre butikscenter.